# NGC 7208
NGC 7208 este o galaxie situată în constelația Peștele Austral. A fost descoperită în 28 septembrie 1834 de către John Herschel. Se află la o distanță de 37,34 de megaparseci de Pământ.